# یونش ضربه‌ای

نمونه‌ای از ورود یک الکترون و فرایند یونش ضربه‌ای و تأثیر آن در تولید جفت الکترون حفره جدید

یونش ضربه‌ای  (به انگلیسی: impact ionization)، فرایندی در یک ماده است که طی آن، حامل‌های بار (الکترون) پر انرژی درون ماده، انرژی خود را با برخورد به سایر اتم‌های ماده از دست داده و حامل‌های جدیدی تولید می‌کنند. به عنوان مثال در نیم‌رساناها، یک الکترون (یا حفره) با انرژی جنبشی (سرعت) زیاد می‌تواند با یک الکترون نوار ظرفیت برخورد و به آن ضربه وارد کرده و آن را از نوار ظرفیت به نوار هدایت منتقل کند و یک زوج الکترون حفره ایجاد کند. برای رسیدن بارها به انرژی جنبشی بالا، میدان الکتریکی نسبتاً زیادی باید موجود باشد که این میدان با اعمال یک ولتاژ مناسب تولید می‌شود.
اگر این پدیده در ناحیه‌ای از ماده با میدان الکتریکی شدید اتفاق افتد، موجب شکست بهمنی می‌شود. این فرایند معمولاً در همه دیود‌های نیم‌رسانا دیده می‌شود. در دیود بهمنی نوری، از این پدیده برای تقویت سیگنال نوری وارد شده به دیود استفاده می‌کنند.
این دیودها در گیرنده‌های نوری برای تقویت سیگنال نوری ورودی استفاده می‌شود به این صورت که با ورود یک فوتون، یک الکترون حفره آزاد می‌شود و این الکترون تحت شدت میدان الکتریکی بالا، انرژی جنبشی زیادی کسب کرده و طی فرایند یونش ضربه‌ای، الکترون‌های زیادی تولید شده و جریان افزایش می‌یابد.